# James Preston (Leichtathlet)
James Preston (* 8. Mai 1997 in Wellington) ist ein neuseeländischer Leichtathlet, der sich auf den Mittelstreckenlauf spezialisiert hat.

## Sportliche Laufbahn
Erste internationale Erfahrungen sammelte James Preston im Jahr 2016, als er bei den U20-Weltmeisterschaften in Bydgoszcz mit 1:48,06 min im Halbfinale über 800 Meter ausschied. 2019 belegte er bei den Ozeanienmeisterschaften in Townsville in 1:52,77 min den fünften Platz und anschließend gelangte er bei der Sommer-Universiade in Neapel mit 1:50,11 min auf Rang sechs. 2022 siegte er in 1:47,39 min beim Melbourne Track Classic und im Jahr darauf siegte er in 1:45,85 min beim Maurie Plant Meet – Melbourne sowie in 1:47,00 min beim Brisbane Track Classic. Im August schied er dann bei den Weltmeisterschaften in Budapest mit 1:46,84 min in der ersten Runde aus. 2024 kam er bei den Hallenweltmeisterschaften in Glasgow mit 1:47,59 min nicht über den Vorlauf hinaus und im August schied er bei den Olympischen Sommerspielen in Paris mit 1:50,53 min in der Hoffnungsrunde aus.
In den Jahren von 2021 bis 2024 wurde Preston neuseeländischer Meister im 800-Meter-Lauf.

## Persönliche Bestzeiten
- 800 Meter: 1:44:04 min, 25. Mai 2024 in Pfungstadt (neuseeländischer Rekord) 
  - 800 Meter (Halle): 1:47,59 min, 1. März 2024 in Glasgow (neuseeländischer Rekord)